# Dumoš
Dumosh en albanais et Dumoš en serbe latin (en serbe cyrillique : Думош) est une localité du Kosovo située dans la commune/municipalité de Podujevë/Podujevo, district de Pristina (Kosovo) ou district de Kosovo (Serbie). Selon le recensement kosovar de 2011, elle compte 1 207 habitants, tous albanais.

## Démographie

### Évolution historique de la population dans la localité
| 1948 | 1953 | 1961 | 1971 | 1981  | 1991  | 2011  |
| ---- | ---- | ---- | ---- | ----- | ----- | ----- |
| 678  | 755  | 794  | 949  | 1 078 | 1 141 | 1 207 |

|  |